# 陸璥
陸璥（15世紀—16世紀），字篤貞，浙江金華府蘭谿縣人，明朝政治人物。

## 生平
陸璥個性寬厚愷悌，遇事堅執，是弘治五年（1492年）浙江鄉試舉人，授萬載知縣，任內盡力勸課學徒、撫育孤寡，又整治當地盜賊、消滅為害的富戶，當時正值饑荒，上級要求他追收賦稅，他立刻拘禁自己，人民都願意以身相代，他說：「父老不要為此自苦，我寧願因為這樣去任，也不忍心讓大家流離。」不久他遭誹謗調任大庾，人民都痛哭遮留他。在大庾期間他為政簡靜、禮士愛民，有古循良官員風範，官至漳州通判，入祀萬載縣名宦祠。

## 引用
1. 1 2  光緒《蘭谿縣志·卷五·志人物》：陸璥，字溫夫，瑾之從弟也，由宏治壬午【壬子】舉人授萬載知縣，愷悌有為，勸課學徒、撫存孤寡皆竭其誠，翦除豪暴不遺餘力；歲饑民多逋負，大憲移檄交責，璥即自械繫，民皆願以身代，璥曰：「父老無自苦，吾甯以此去，無忍爾輩流離也。」尋以謗調大庾，痛哭遮留。治大庾，遇事堅執不為詭隨，禮士愛民，敦雅有古循吏風，江西祀名宦，陞授福建漳州通判有遺惠，民恆思之。 前志政事
2. ↑  民國《萬載縣志·卷五·職官》：陸璥，蘭谿舉人，正德間知縣多惠政，巨豪數為盜，璥薙獮靡遺，富戶欺官誣民者繩以法；值歲饑多賦逋，檄催蝟集，璥自繫就訴，民咸願以身代，璥曰：「父老自苦，吾寧以此去官，不忍爾輩流離也。」勸課生徒、撫䘏孤寡皆極盡心，後竟以謗調，民哭遮留思慕不置，祀名宦。 《通志》
3. ↑  乾隆《大庾縣志·卷十一·職官志下》：陸敬【璥】，字溫夫，蘭溪人，知萬載縣調大庾，性寬厚愷悌，而遇事則堅執不為詭隨，治尚簡靜、禮士愛民，有古循良風，升漳州府判，去後民思之。